# Saison 4 de Covert Affairs
Chronologie
Saison 3 Saison 5
Cet article présente le guide des épisodes de la quatrième saison de la série télévisée américaine Covert Affairs.

## Généralités
- Cette quatrième saison[1] est composée de 16 épisodes.

- En France, cette saison est diffusée entre le 28 avril 2015 et le 16 juin 2015 sur AB1[2].

## Synopsis
Une jeune stagiaire polyglotte de la CIA, Annie Walker, est subitement promue. Alors qu'elle pense le devoir à ses capacités linguistiques, la véritable raison semble être pour la CIA d'attirer et de capturer Ben, l'homme qui lui a brisé le cœur et dont elle ignore tout. Pour l'aider dans ses nouvelles fonctions, elle est épaulée par August « Auggie » Anderson, un officier de la CIA ayant perdu la vue en Irak et de Jai Willcox, fils d'un ancien ponte de la CIA, mais si elle peut avoir confiance en Auggie en est-il de même pour Jai ...

## Distribution de la saison

### Acteurs principaux
- Piper Perabo : Anne-Catherine « Annie » Walker
- Christopher Gorham : August « Auggie » Anderson
- Kari Matchett : Joan Campbell
- Hill Harper : Calder Michaels

### Acteurs récurrents
- Peter Gallagher : Arthur Campbell
- Gregory Itzin : Henry Wilcox
- Eion Bailey : Ben Mercer
- Manolo Cardona : Teo Braga
- Michelle Ryan : Teresa Hamilton
- Zuleikha Robinson : Bianca

### Invités
- Constance Wu : bureaucrate chinois[3]
- Johnny Wu : bureaucrate chinois[3]
- Simon Kassianides (en) : Dion Stavros[4] (épisode 5)
- Seeta Indrani (en) : Sana[5]
- Richard Short (en) : Reese[5]
- Emma Fitzpatrick : Violet Hughes[6]
- Jonathan Togo : Nelson Smith[7]

## Casting
Hill Harper rejoint la distribution principale alors que Manolo Cardona, Michelle Ryan et Zuleikha Robinson sont récurrents.

## Épisodes

### Épisode 1:Le Puma
- États-Unis : 16 juillet 2013 sur USA Network[12]
- Québec : 8 avril 2014 sur AddikTV[13]
- Belgique : 19 septembre 2014 sur RTL-TVI

- États-Unis : 2,39 millions de téléspectateurs[14]

- Manolo Cardona (Teo Braga)
- Michelle Ryan (Teresa Hamilton)
- Hill Harper (Calder Michaels)

### Épisode 2:Manipulations
- États-Unis : 23 juillet 2013 sur USA Network
- Québec : 15 avril 2014 sur AddikTV
- Belgique : 19 septembre 2014 sur RTL-TVI

- États-Unis : 2,67 millions de téléspectateurs[15]

- Tim Griffin (Seth Newman)
- Daniel Della Penna (Roger Salazar)

### Épisode 3:Exfiltration
- États-Unis : 30 juillet 2013 sur USA Network
- Québec : 22 avril 2014 sur AddikTV
- Belgique : 26 septembre 2014 sur RTL-TVI

- États-Unis : 2,29 millions de téléspectateurs[16]

- Kate Trotter (Sénateur Pierson)
- Craig Eldridge (Eric Braithwaite)
- Damir Andrei (Sénateur Douglas Kelly)
- Amanda Brugel (Olivia)

### Épisode 4:Petits Mensonges entre espions
- États-Unis : 6 août 2013 sur USA Network
- Québec : 29 avril 2014 sur AddikTV
- Belgique : 26 septembre 2014 sur RTL-TVI

- États-Unis : 2,664 millions de téléspectateurs[17]

- Constance Wu (Wendy Chen)
- Johnny Wu (Xu Chen)
- Dylan Taylor (Eric Barber)
- Craig Eldridge (Eric Braithwaite)
- Amanda Brugel (Olivia)

### Épisode 5:In Extremis
- États-Unis : 13 août 2013 sur USA Network
- Québec : 6 mai 2014 sur AddikTV
- Belgique : 3 octobre 2014 sur RTL-TVI

- États-Unis : 2,215 millions de téléspectateurs[18]

- Simon Kassianides (Dion Stavros)
- Dylan Taylor (Eric Barber)
- Jason Weinberg (Tyler Wiggins)
- Omar Joseph Hady (Tarel Birkin)

### Épisode 6:Prise au piège
- États-Unis : 20 août 2013 sur USA Network
- Québec : 13 mai 2014 sur AddikTV
- Belgique : 10 octobre 2014 sur RTL-TVI

- États-Unis : 2,461 millions de téléspectateurs[19]

- Noam Jenkins (Vincent Rossabi)
- Tim Griffin (Seth Newman)
- Gregory Itzin (Henry Wilcox)
- Dylan Taylor (Eric Barber)
- Michael Therriault (Andrew Holman)
- Sonya Anand (Agent Melanie Gadupta)
- Patrick Mark (Marlon Higgins)

### Épisode 7:Puisqu'il faut choisir
- États-Unis : 27 août 2013 sur USA Network
- Québec : 20 mai 2014 sur AddikTV
- Belgique : 10 octobre 2014 sur RTL-TVI

- États-Unis : 2,364 millions de téléspectateurs[20]

- Michael Therriault (Andrew Hollman)
- Geoffrey Pounsett (Robert Bernard)
- Carlos Leal (Sabino Laurent)
- Michelle Ryan (Helen Hanson/Teresa Hamilton)

### Épisode 8:Dernières Révélations
- États-Unis : 3 septembre 2013 sur USA Network
- Québec : 27 mai 2014 sur AddikTV
- Belgique : 17 octobre 2014 sur RTL-TVI

- États-Unis : 2,635 millions de téléspectateurs[21]

- Aidan Devine (Deric Hughes)
- Juan Riedinger (Eduardo Vargas)
- Jeannette Sousa (Martina Calderon)

### Épisode 9:Numéro inconnu
- États-Unis : 10 septembre 2013 sur USA Network
- Québec : 3 juin 2014 sur AddikTV
- Belgique : 17 octobre 2014 sur RTL-TVI

- États-Unis : 2,203 millions de téléspectateurs[22]

- Manolo Cardona (Teo Braga)
- Zuleikha Robinson (Bianca Manning)
- Gregory Itzin (Henry Wilcox)
- Amanda Brugel (Olivia)
- Marcela Garzaro (Ana Sofia)
- Aidan Devine (Deric Hughes)

### Épisode 10:Se retirer du jeu
- États-Unis : 17 septembre 2013 sur USA Network
- Québec : 10 juin 2014 sur AddikTV
- Belgique : 24 octobre 2014 sur RTL-TVI

- États-Unis : 3,027 millions de téléspectateurs[23]

- Oded Fehr (Eyal Lavine)
- Sergio Di Zio (Gary Probert)
- Zuleikha Robinson (Bianca Manning)

### Épisode 11:Partir de zéro
- États-Unis : 17 octobre 2013 sur USA Network[24]
- Québec : 17 juin 2014 sur AddikTV
- Belgique : 24 octobre 2014 sur RTL-TVI

- États-Unis : 2,049 millions de téléspectateurs[25]

- Zuleikha Robinson (Bianca Manning)
- Seeta Indrani (Sana Wilcox)
- Richard Short (Reese)
- Aidan Devine (Deric Hughes)
- Mike Dopud (David Dupres)
- Raymond Accolas (Dr. Hogan)

### Épisode 12:Le Maître chanteur
- États-Unis : 24 octobre 2013 sur USA Network
- Québec : 24 juin 2014 sur AddikTV
- Belgique : 31 octobre 2014 sur RTL-TVI

- États-Unis : 1,685 million de téléspectateurs[26]

- Jonathan Togo (Nelson Smith)
- Seeta Indrani (Sana)
- Richard Short (Reese)
- Mike Dopud (David Dupres)

### Épisode 13:Encore mort
- États-Unis : 31 octobre 2013 sur USA Network
- Québec : 1er juillet 2014 sur AddikTV
- Belgique : 31 octobre 2014 sur RTL-TVI

- États-Unis : 1,87 million de téléspectateurs[27]

- Emma Fitzpatrick (Violet Hughes)
- Dylan Taylor (Eric Barber)
- Meilie Ng (Secrétaire de Braithwaite)
- Matthew MacFadzean (Procureur Jackson)

### Épisode 14:La Piste des diamants
- États-Unis : 7 novembre 2013 sur USA Network
- Québec : 8 juillet 2014 sur AddikTV
- Belgique : 7 novembre 2014 sur RTL-TVI

- États-Unis : 1,627 million de téléspectateurs[28]

- Jonathan Togo (Nelson Smith)
- Noam Jenkins (Agent Vincent Rossabi)
- Dylan Taylor (Eric Barber)
- Craig Eldridge (Eric Braithwaite)

### Épisode 15:Si loin, si proche
- États-Unis : 14 novembre 2013 sur USA Network
- Québec : 15 juillet 2014 sur AddikTV
- Belgique : 7 novembre 2014 sur RTL-TVI

- États-Unis : 1,755 million de téléspectateurs[29]

- Carl Ng (Oliver Lee)
- Zuleikha Robinson (Bianca Manning)
- Craig Eldridge (Eric Braithwaite)
- Lee Rumohr (Patrick)
- Albert Chung (Détective Wong)
- Asim Wali (Docteur Adams)

### Épisode 16:À la vie, à la mort
- États-Unis : 21 novembre 2013 sur USA Network
- Québec : 22 juillet 2014 sur AddikTV
- Belgique : 14 novembre 2014 sur RTL-TVI

- États-Unis : 2,337 millions de téléspectateurs[30]

- Paul Miller (en) (Alex Boulware)
- Marianna Phung (Sarah Tam)
- Christian Potenza (Raymond Kent)
- Lara Gilchrist (Suzanne Williams)